# プロ・ペイン
プロ・ペイン（Pro-Pain）は、ニューヨークを拠点とするアメリカのヘヴィメタル・バンドで、1991年に元クラムサッカーズのメンバーであるボーカリスト兼ベーシストのゲイリー・メスキルとドラマーのダン・リチャードソンによって結成された 。

## 略歴
彼らのデビュー・アルバム『ファウル・テイスト・オブ・フリーダム』は、1992年にリリースされ、ハードコア・パンクとラップ・メタルの影響が見られた。その後、バンドはロードランナー・レコードと契約し、翌年にアルバムが再発された。セカンド・アルバム『トゥルース・ハーツ』は、検死後に縫合された女性の写真が入ったジャケット・アートワークが原因で当初は発禁とされた。
バンドは長年にわたって、さまざまなメンバーによってさらに数枚のアルバムをリリースしており、メスキルだけが唯一のレギュラー・メンバーとなっている。自主制作アルバム『Act of God』で、バンドはフロリダ州サラソータに移転した後、ニュークリア・ブラスト・レコードと契約。同レーベルからは2000年に『ラウンド6』、2001年にライブ・アルバム『Road Rage』をリリースした。2004年、彼らはキャンドルライト・レコードで最初のアルバム『Fistful of Hate』をリリース。トム・クリムチャックは2011年に「潜在的に深刻な健康問題に関する予期せぬ事態」のためにバンドを脱退した。その後、インドルフィンのアダム・フィリップスが代わりを務め、2019年に現在のギタリストであるグレッグ・ディスチェンツァが彼と交代するまでバンドに残った。2017年7月3日、ゲイリー・メスキルは、プロ・ペインと2015年のアルバム『Voice of Rebellion』をサポートするためのツアー中、ベルギーで強盗と殺人未遂の被害者となった。プロ・ペインは、2022年時点でも活動を続けており、現在は『Voice of Rebellion』の続編に取り組んでいる。

## メンバー

### 最新メンバー
- ゲイリー・メスキル (Gary Meskil) – ベース、ボーカル (1991年– )
- グレッグ・ディスチェンツァ (Greg Discenza) – ギター (2019年– )
- エリック・クリンガー (Eric Klinger) – ギター (1999年-2007年、2024年– )
- ジョナス・サンダース (Jonas Sanders) – ドラム (2012年– )

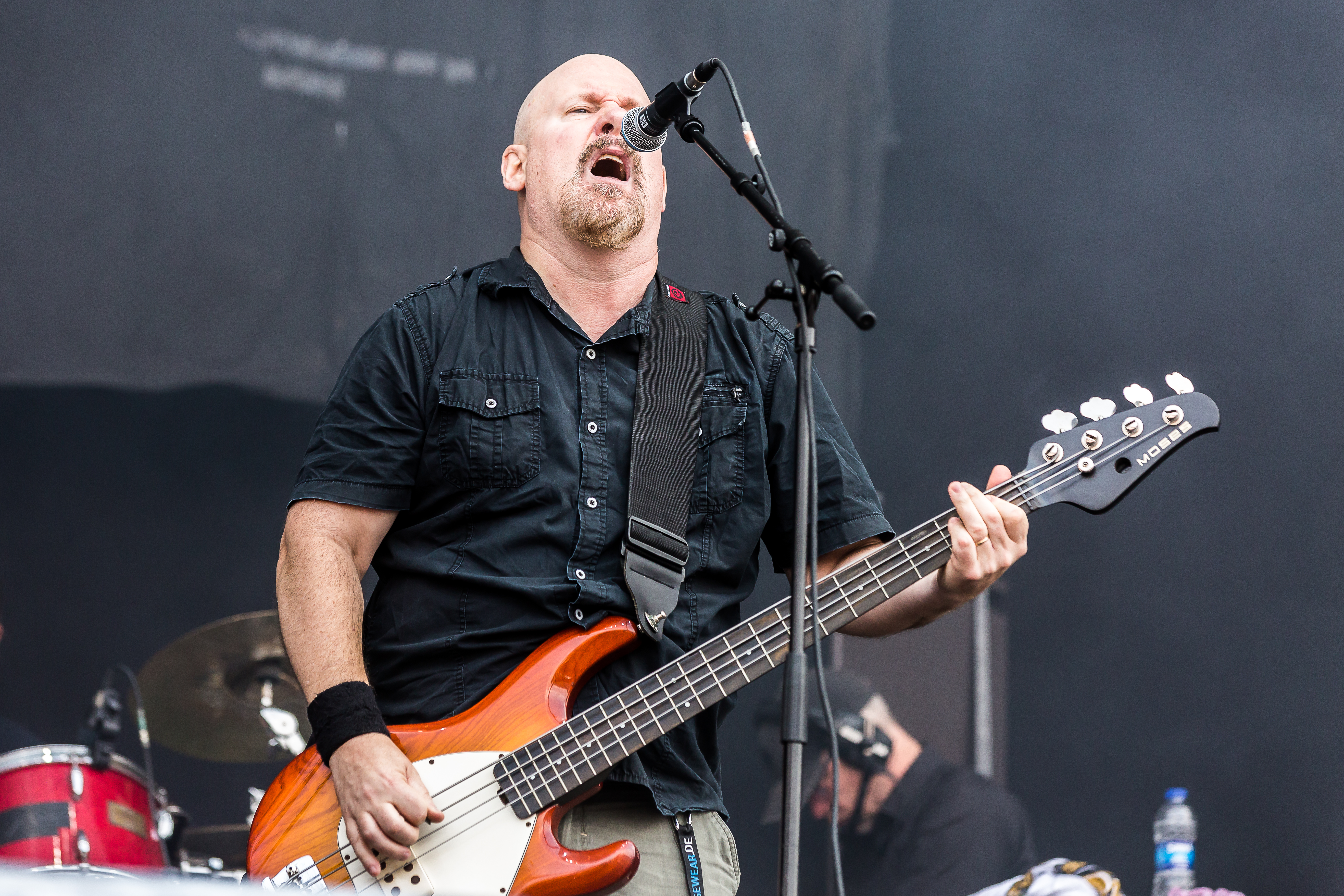
ゲイリー・メスキル（2018年）
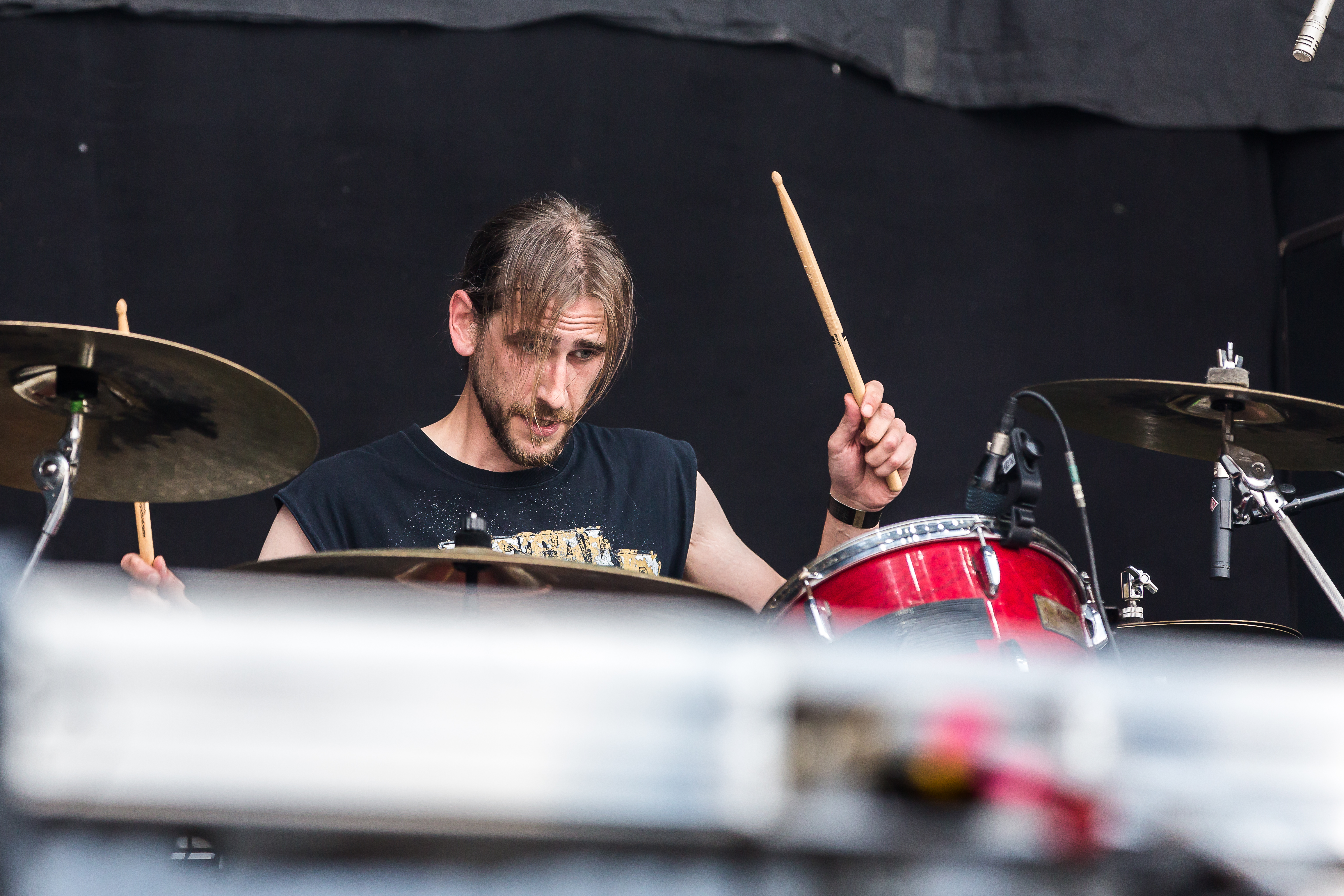
ジョナス・サンダース（2018年）

### 旧メンバー
- トム・クリムチャック (Tom Klimchuck) – ギター (1991年–1994年、1996年–2011年)
- ダン・リチャードソン (Dan Richardson) – ドラム (1991年–1997年)
- ニック・セント・デニス (Nick St. Denis) – ギター (1994年–1995年)
- マイク・ホルマン (Mike Hollman) – ギター (1994年–1995年)
- ロブ・モシェッティ (Rob Moschetti) – ギター (1996年–1998年)
- デイヴ・チャヴァリ (Dave Chavarri) – ドラム (1997年–1998年)
- マイク・ハンゼル (Mike Hanzel) – ドラム (1998年)
- エリック・マシューズ (Eric Matthews) – ドラム (1999年–2003年)
- リッチ・ファージャニック (Rich Ferjanic) – ドラム (2003年–2004年)
- JC・ドワイヤー (JC Dwyer) – ドラム (2004年–2009年)
- リック・ハルバーソン (Rick Halverson) – ドラム (2009年–2011年)
- マーシャル・スティーヴンス (Marshall Stephens) – ギター (2007年–2016年)
- アダム・フィリップス (Adam Phillips) – ギター (2011年–2019年)
- マット・シェリダン (Matt Sheridan) – ギター (2016年–2024年)

## ディスコグラフィ

### スタジオ・アルバム
- 『ファウル・テイスト・オブ・フリーダム』 - Foul Taste of Freedom (1992年、Energy/Roadrunner)
- 『トゥルース・ハーツ』 - The Truth Hurts (1994年、Energy/Roadrunner)
- Contents Under Pressure (1996年、Energy/Concrete)
- Pro-Pain (1998年、High Gain/Mayhem)
- Act of God (1999年、High Gain/Nuclear Blast)
- 『ラウンド6』 - Round 6 (2000年、Nuclear Blast/Spitfire)
- Shreds of Dignity (2002年、Nuclear Blast)
- Fistful of Hate (2004年、Continental/Candlelight)
- Prophets of Doom (2005年、Continental)
- 『エイジ・オブ・ティラニー』 - Age of Tyranny – The Tenth Crusade (2007年、Continental/Candlelight)
- No End in Sight (2008年、Continental)
- Absolute Power (2010年、Continental/Regain)
- Straight to the Dome (2012年、Sunny Bastards/Nuclear Blast)
- The Final Revolution (2013年、SPV Steamhammer)
- Voice of Rebellion (2015年、SPV Steamhammer)

### ライブ・アルバム
- Road Rage (2001年、Nuclear Blast/Spitfire)

### コンピレーション・アルバム
- Best of Pro-Pain (1998年、High-Gain/Mayhem)
- Best of Pro-Pain II (2005年、Candlelight)
- 20 Years of Hardcore (2011年、AFM)

### トリビュート・アルバム
- Run for Cover (2003年、Spitfire)

### 映像作品
- Raw Video (2001年 (EU) / 2004年 (US)、Nuclear Blast/Candlelight) ※DVD